# Kingston Raiders
Kingston Raiders byl kanadský juniorský klub ledního hokeje, který sídlil v Kingstonu v provincii Ontario. V letech 1988–1989 působil v juniorské soutěži Ontario Hockey League (dříve Ontario Hockey Association). Založen byl v roce 1988 po přejmenování týmu Kingston Canadians na Raiders. Zanikl v roce 1989 po přetvoření frančízy v nový tým Kingston Frontenacs. Své domácí zápasy odehrával v hale Kingston Memorial Centre s kapacitou 3 300 diváků. Klubové barvy byly černá, bílá a stříbrná.
Nejznámější hráči, kteří prošli týmem, byli např.: Drake Berehowsky, Sean Gauthier, Mark Major, Scott Pearson nebo Jason Simon.

## Přehled ligové účasti
Zdroj: 
- 1988–1989: Ontario Hockey League (Leydenova divize)